# Grotte de marbre (Crimée)

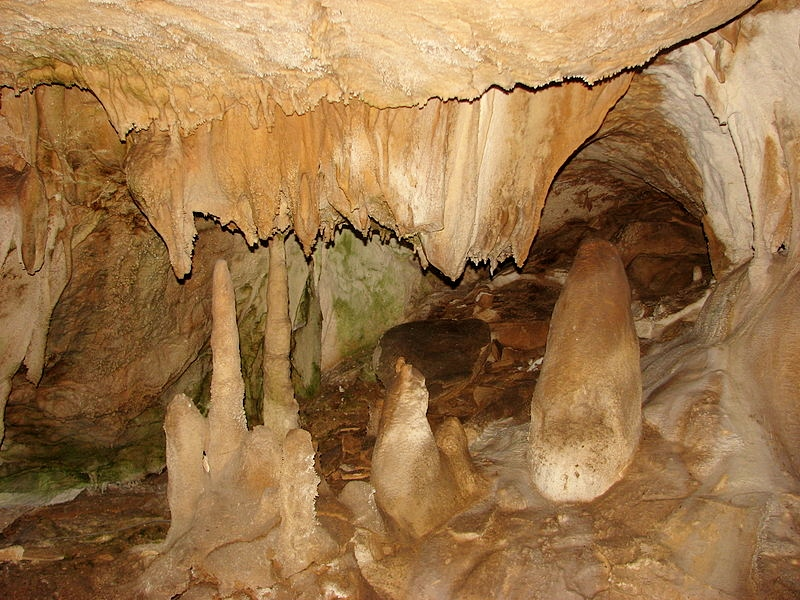
Une vue à l'intérieur de la grotte.

La Grotte de marbre (en russe : Мра́морная пещера ; en ukrainien : Мармурова печера ; en tatar de Crimée : Mermer qobası, Мермер къобасы) est une grotte en Crimée, sur le plateau inférieur de Chatyr-Dag, massif montagneux. C'est une attraction touristique populaire, étant l'une des grottes les plus visitées d'Europe. 
En raison de son caractère unique, la grotte de marbre est devenue célèbre dans le monde entier. Les spéléologues la considèrent comme l'une des cinq plus belles grottes de la planète . Elle était auparavant considérée comme l'une des sept merveilles naturelles de l'Ukraine. En 1992, elle a été incluse dans l'Association internationale des grottes équipées.

## Histoire
En 1987, l'équipe de spéléologie de Simferopol a découvert une grotte avec un système complexe de salles et de galeries entre Bin Bash-Koba et Suuk-Koba  . La nouvelle grotte, qui se trouvait à une altitude de 920 mètres, a été appelée grotte de Marbre (initialement, le nom Afghan a également été utilisé), car elle était formée de marbre calcaire. En 1988, le centre de spéléologie du tourisme Onyx-tour a créé des circuits touristiques, des chemins en béton et de l'éclairage ont été installés. 

## Description
La longueur des itinéraires d’excursion équipés est d’environ un kilomètre et demi. Le développement de tous les passages explorés est de plus de 3 kilomètres, et la profondeur est de plus de 60 mètres. 
La visite passe par la galerie des Contes de Fées, avec des centaines de stalactites diverses, la Salle de Reconstruction, la plus grande salle troglodytique de Crimée et l'une des plus grandes salles équipées d'Europe avec sa longueur de 100 mètres et sa hauteur de 28 mètres, la salle Rose, avec des roses en pierre couvrant le haut de la salle, la salle du Palais, avec des colonnes "Reine" et "Roi", et la salle Espoir et Balcon. Une forêt de stalactites mène à la salle Lustre. Des dizaines de " lustres " précieux pendent du plafond recouvert de "fleurs" en coralite, certains atteignent presque le sol. C'est ici que la visite se termine, mais la grotte a quatre autres salles : Terrain Glissant, Tunnel, Chocolat et Geliktite. 

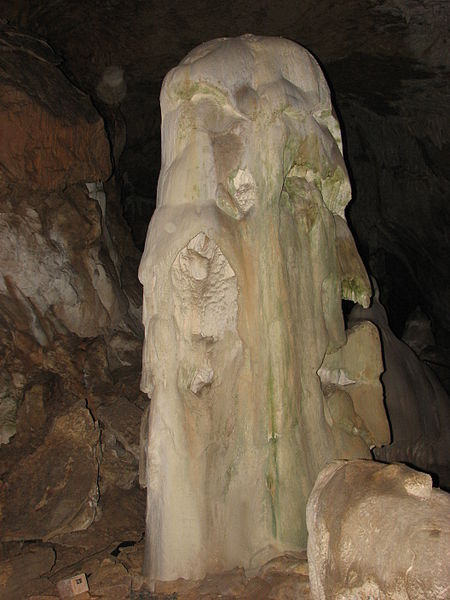
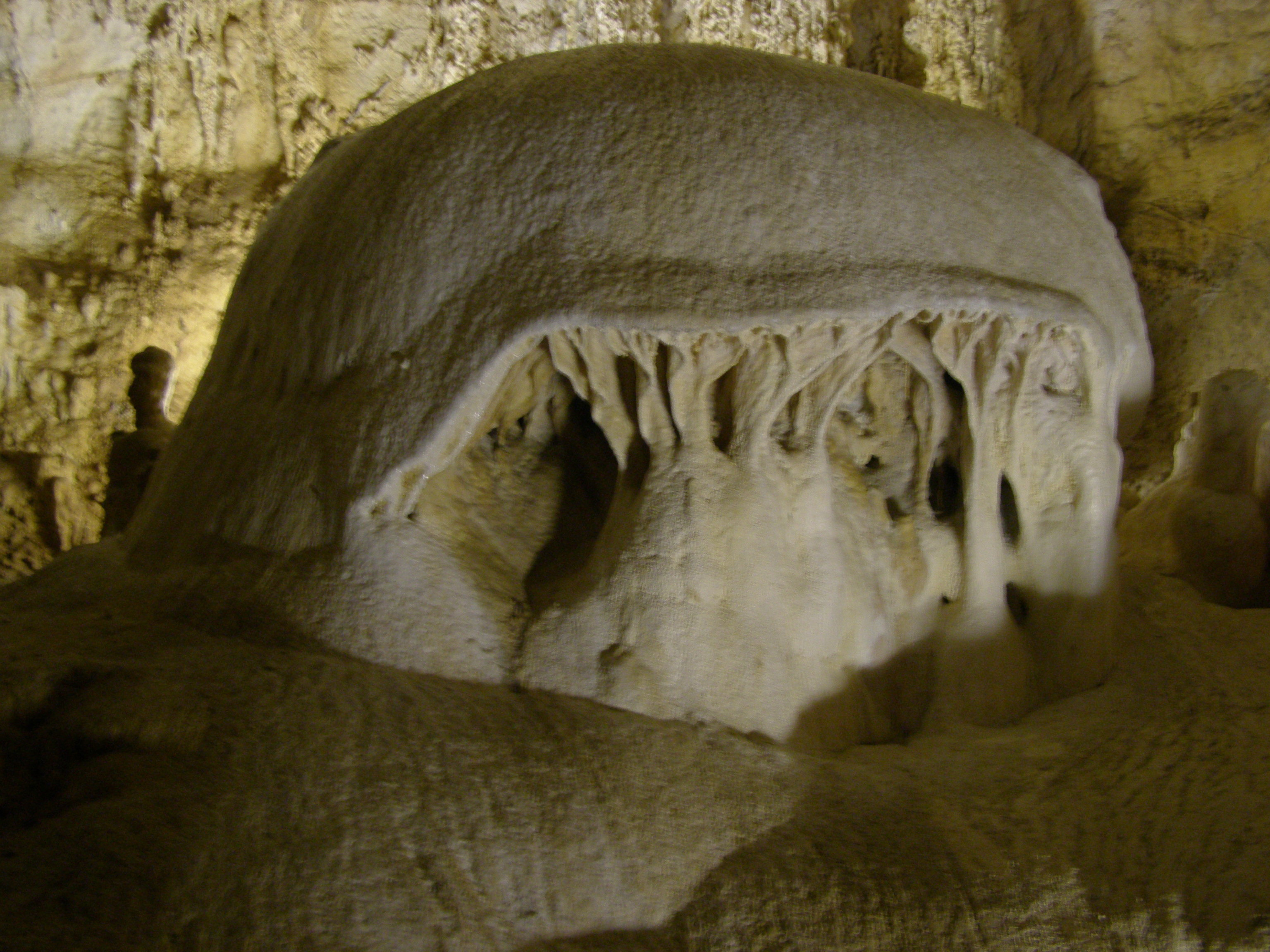
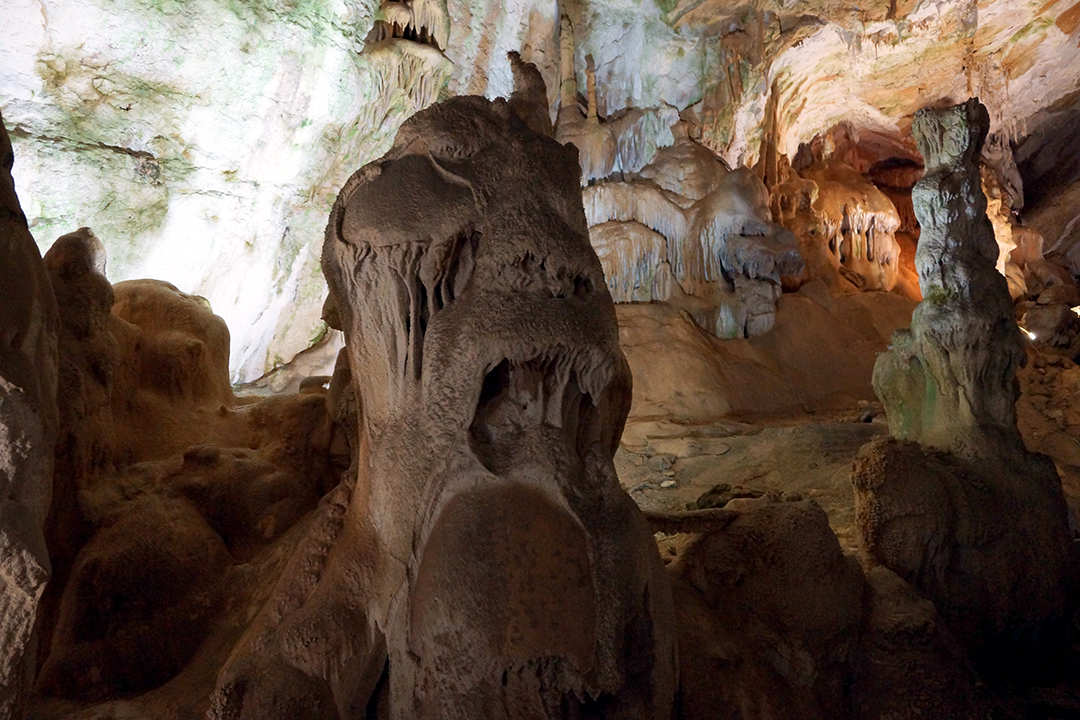
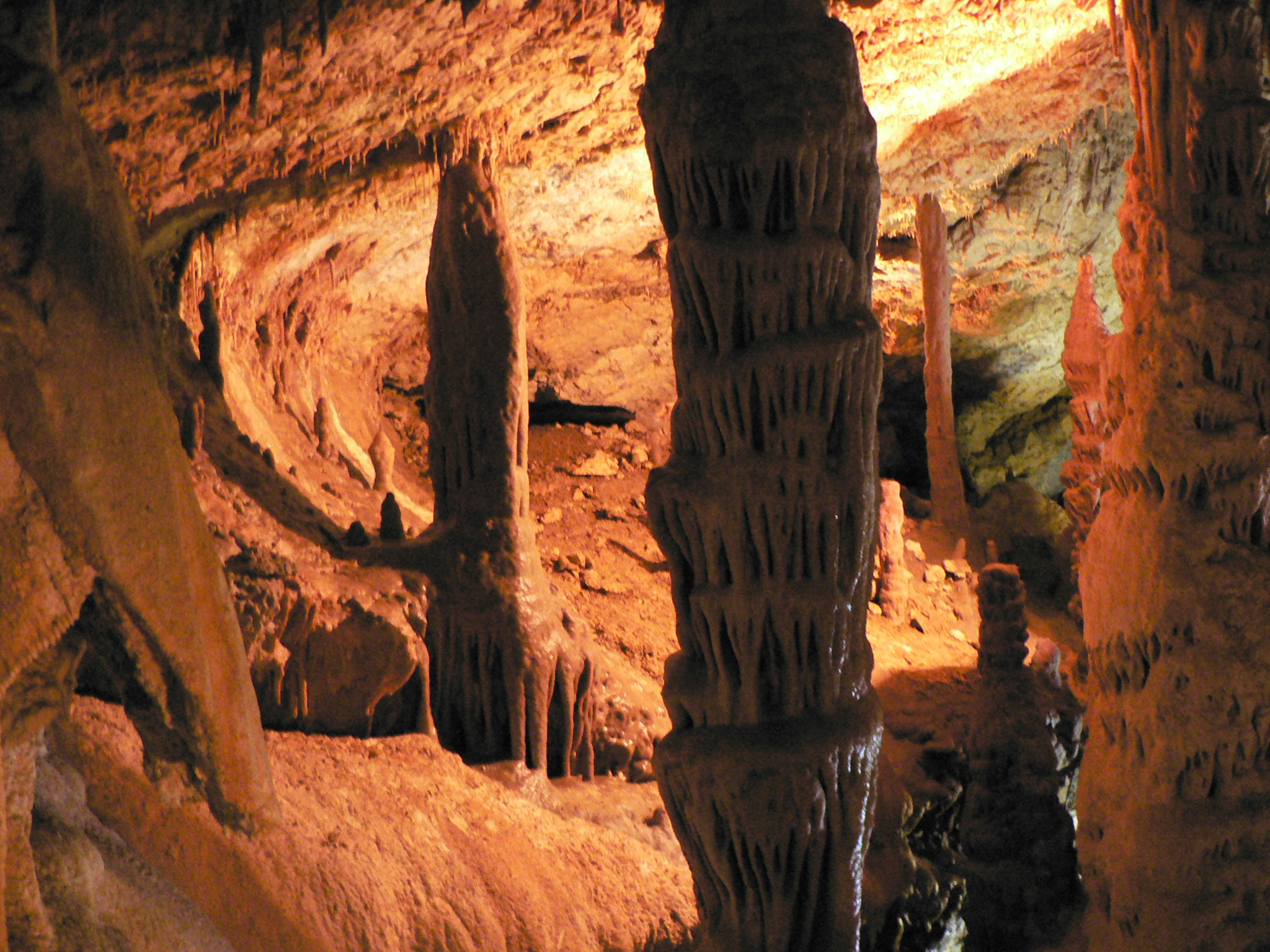

Elle est classée comme patrimoine naturel avec lidentifiant : 01-103-5006.